# Pyramide de Noël
Une pyramide de Noël (en allemand : Weihnachtspyramide) est un objet décoratif traditionnel associé aux fêtes de Noël, principalement produit et utilisé en Allemagne. Originaire de la région des Monts Métallifères (en allemand : Erzgebirge), c'est une sorte de carrousel à un ou plusieurs niveaux utilisant un principe physique simple afin d'obtenir un mouvement : la combustion de bougies génère un courant d'air chaud qui met en mouvement une hélice située au sommet d'un axe, lequel entraîne un ou des plateaux où sont fixées des figurines qui se mettent à tourner. Généralement construite en bois, la pyramide de Noël peut présenter des thèmes chrétiens (crèche, anges, rois mages...) ou profanes (Père Noël, bonhomme de neige, animaux de la forêt...).

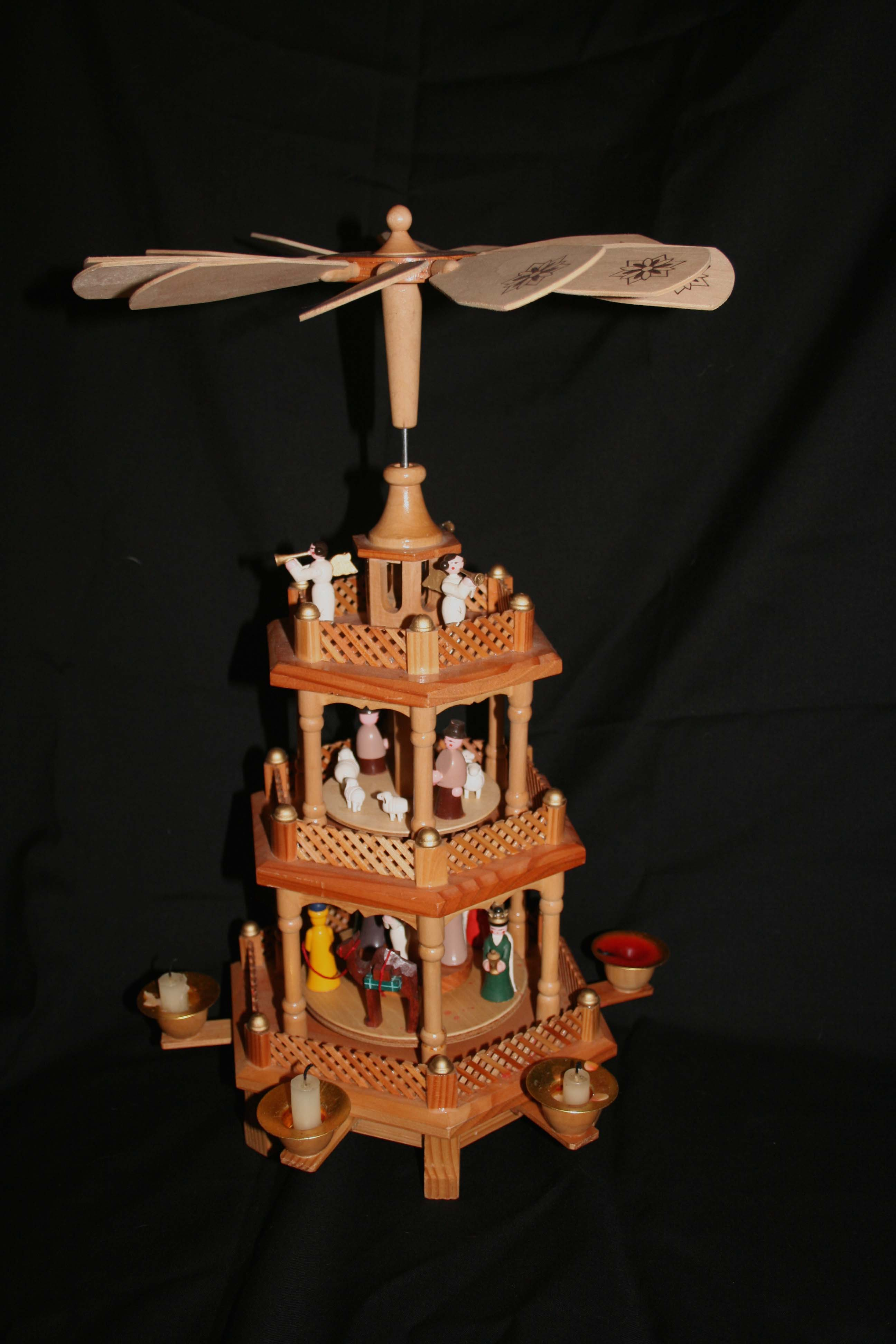
Une pyramide de Noël

## Histoire
L'origine des pyramides de Noël remonte au Moyen Âge. À cette époque, il était d'usage, en Europe du Sud et de l'Ouest d'accrocher dans les maisons des branches d'arbustes à feuillage persistant (comme le buis) dans l'espoir d'éloigner les forces de l'hiver. Dans le même temps, en Europe du Nord et de l'Est, on cherchait à faire la même chose grâce à la puissance de la lumière. La combinaison des deux coutumes a progressivement abouti aux sapins et aux pyramides de Noël : En Allemagne, au XVIIIe siècle, on fabriquait des Lichtergestelle (littéralement des échafaudages de lumière), faits de quatre branches vertes entrelacées, attachées ensemble au sommet, décorées de divers objets et garnies de chandelles. Ces décorations étaient vendues sur les marchés de Noël et on en trouvait dans de nombreuses églises du Brandebourg lors de la messe de minuit.
Les mineurs des Monts Métallifères, remarquant que la forme ressemblait à un manège, ont inventé le principe de base des pyramides animées. C'est vers 1830, avec la découverte de la paraffine, moins chère que le suif ou les huiles végétales utilisées jusque-là, que le marché s'est rapidement développé dans les Monts Métallifères et répandu dans toute l'Allemagne.
Jusque dans les années 1930, les pyramides de Noël servaient exclusivement à la décoration intérieure. Selon la tradition, c'est Traugott Pollmer, un habitant de Frohnau, quartier d'Annaberg-Buchholz, qui eut, en 1926 l'idée d'une « pyramide pour tous ». La construction de cette première grande pyramide a débuté à Annaberg-Buchholz en 1931, avec le concours du sculpteur Paul Schneider, et l'inauguration a eu lieu le 17 décembre 1933. La pyramide comportait quatre étages, mesurait cinq mètres de hauteur, était équipée de figures en bois sculpté et peint (rois mages, chameaux, bergers, moutons, anges musiciens), d'une commande électrique et d'illuminations. Elle a été démantelée deux ans plus tard.
Aujourd'hui, à la période de Noël, de grandes pyramides en fonctionnement sont exposées en plein air dans de nombreux marchés de Noël allemands. Dans les Monts métallifères, certaines restent en place toute l'année.

## Modèles
Les pyramides de Noël présentent une grande variété de styles et de modèles, simples, classiques ou très travaillés, modernes ou plus traditionnels, sur des thèmes liés à Noël, religieux ou non, ou en rapport avec la forêt ou la mine. Une constante est le sens de rotation, traditionnellement celui des aiguilles d'une montre.
Une forme particulière est la pyramide dans une bouteille.
La plus grande pyramide du monde, inscrite en tant que telle au Livre Guinness des records, est celle du marché de Noël de Dresde, le Striezelmarkt (l'un des plus anciens marchés de Noël allemands). Elle a été construite en 1997, mesure 14,62 mètres pour six étages et présente quarante-deux figures en bois.

## Galeries

### Modèles d'intérieur

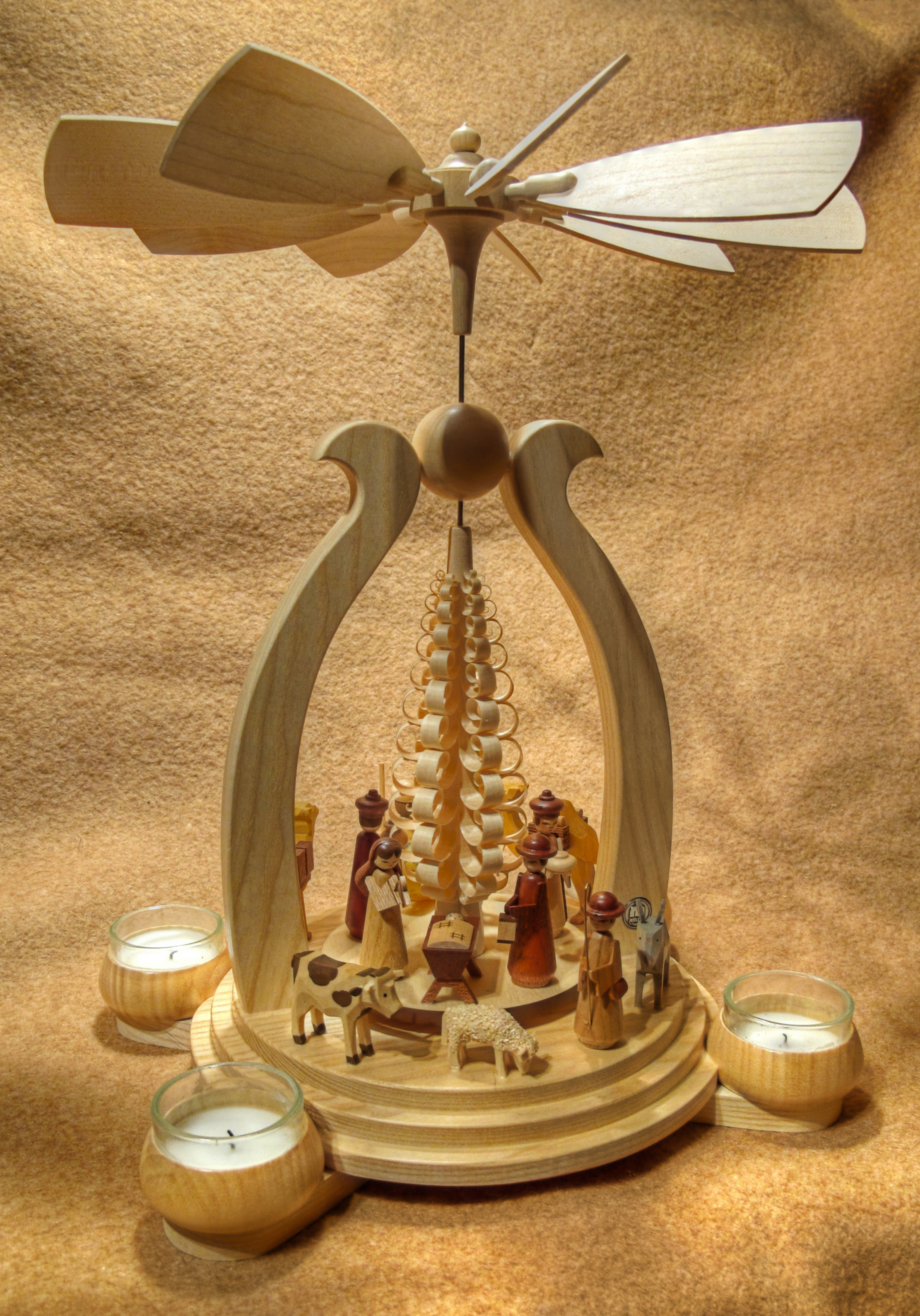
Crèche
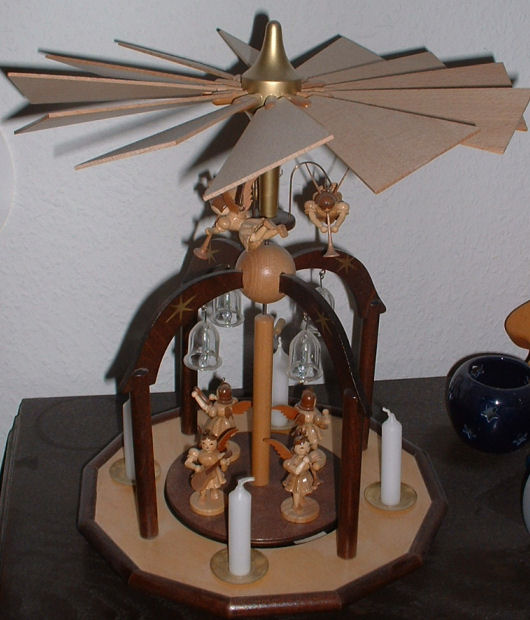
Anges
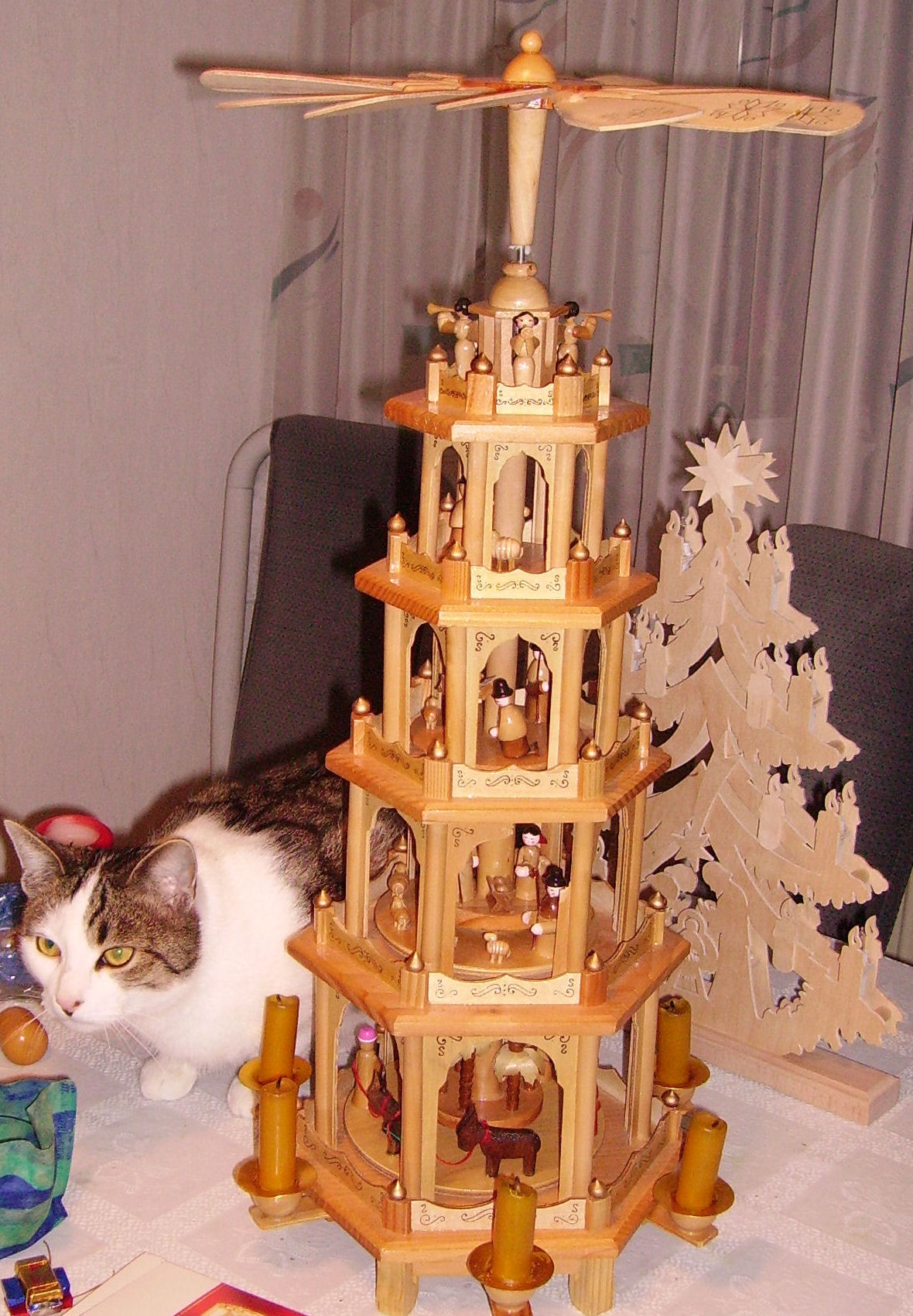
À 4 étages
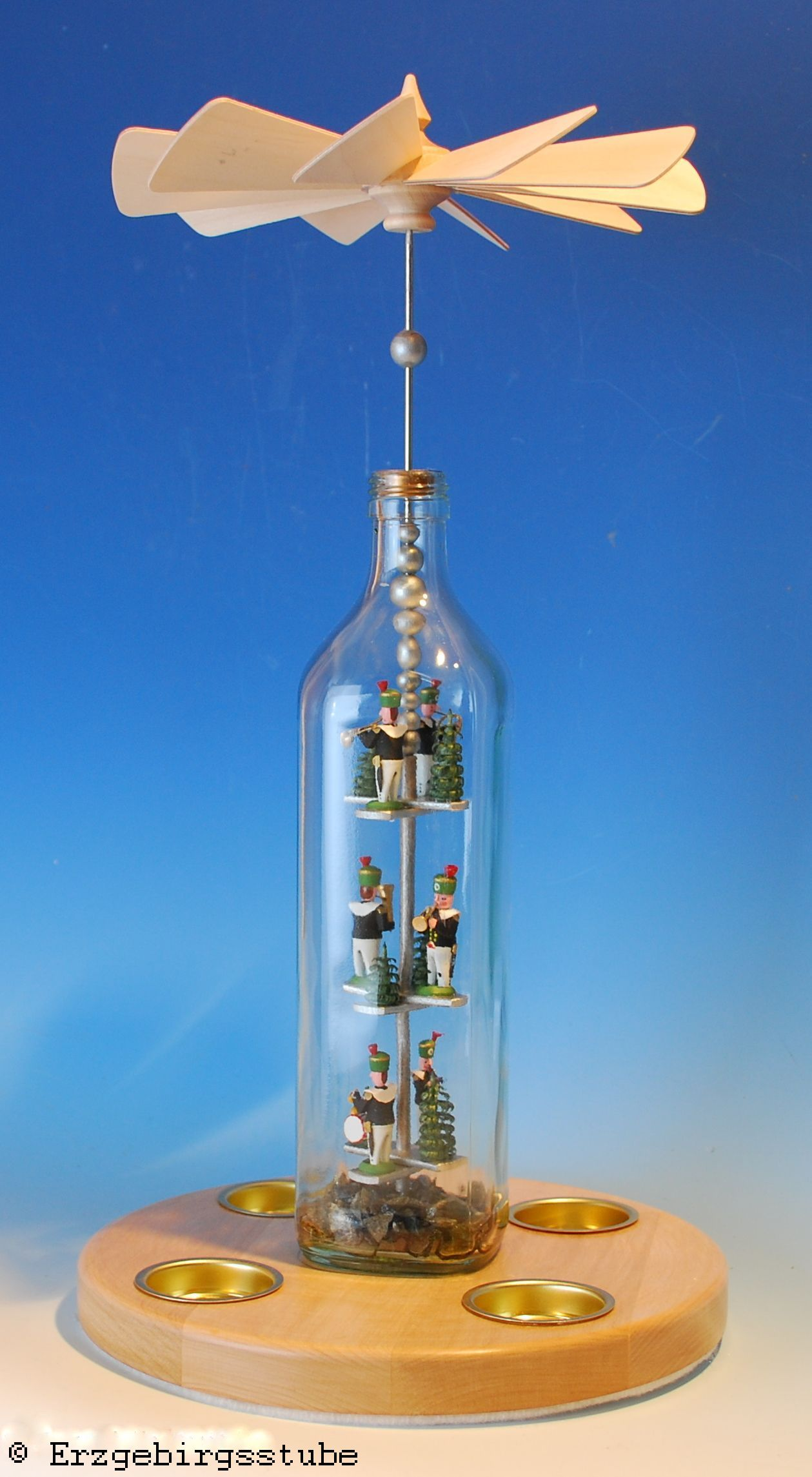
Bouteille
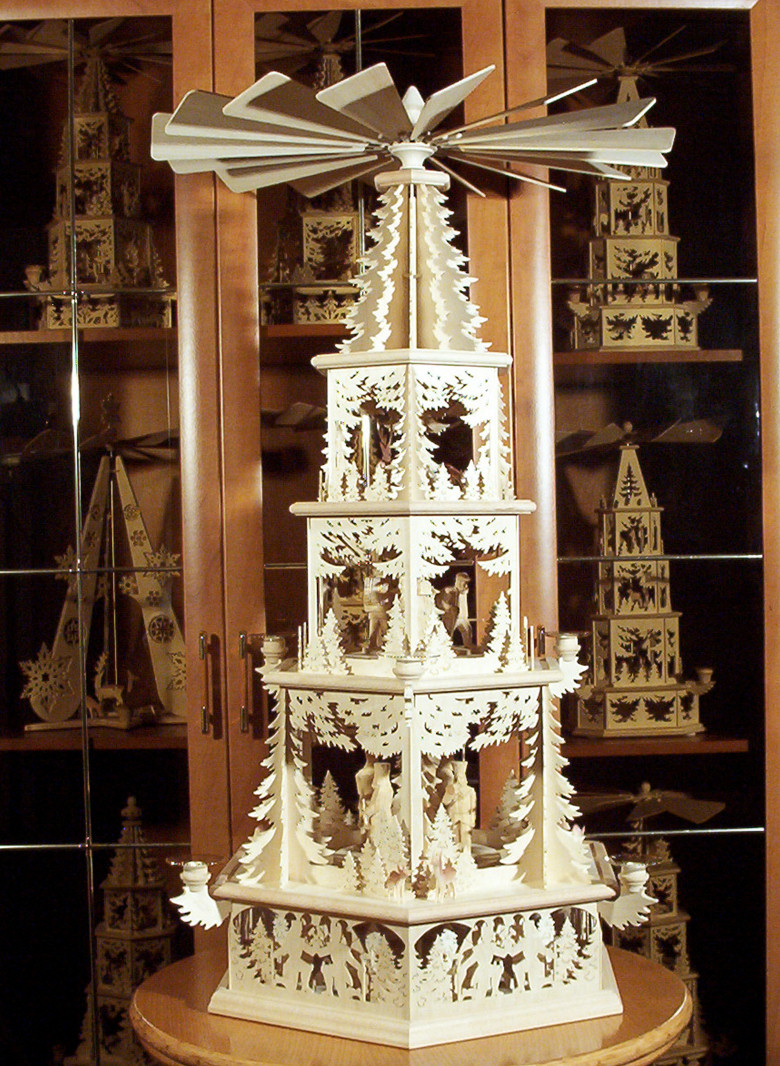

### Modèles d'extérieur

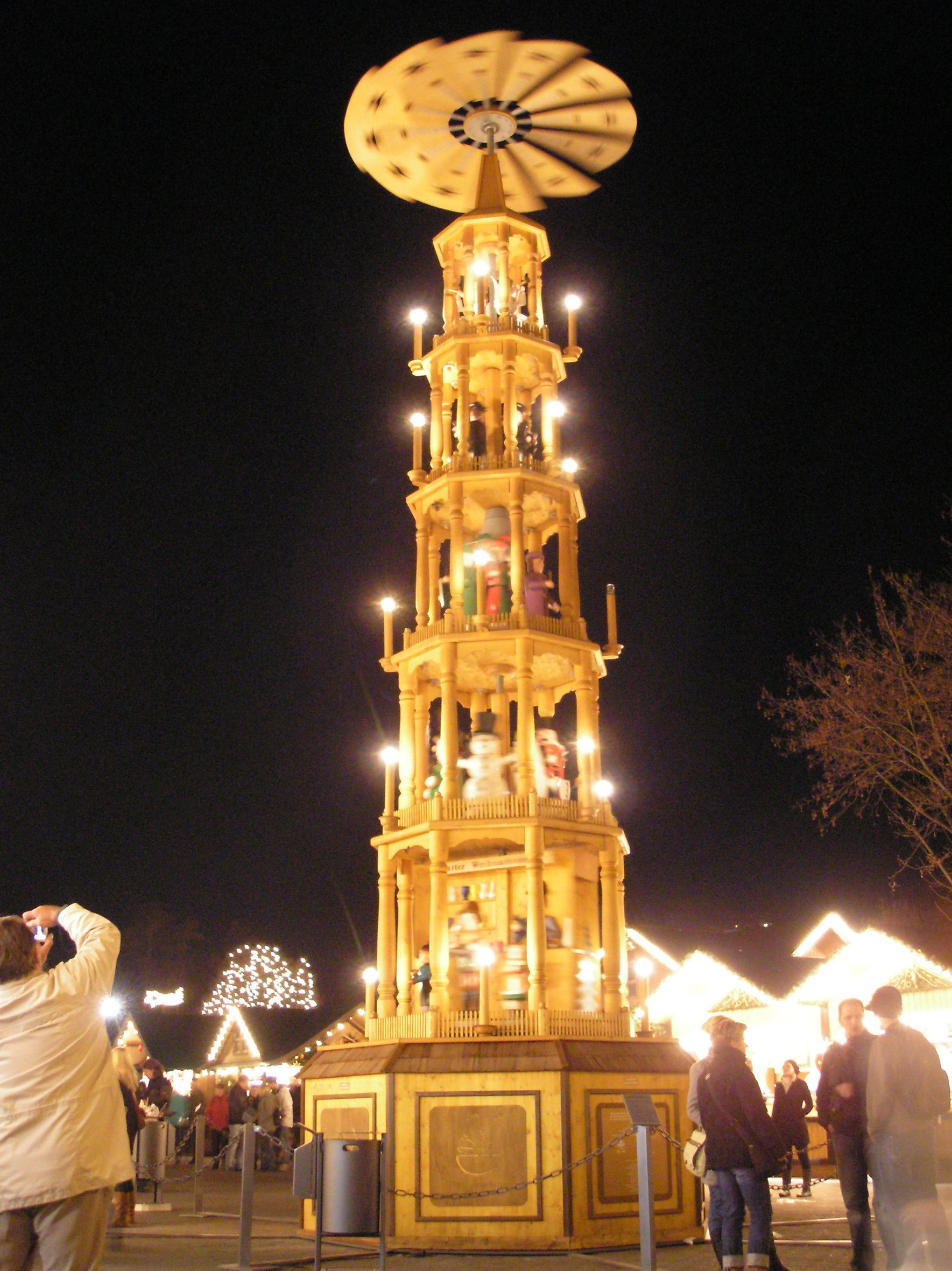
Grande pyramide sur le marché de Noël d'Erfurt
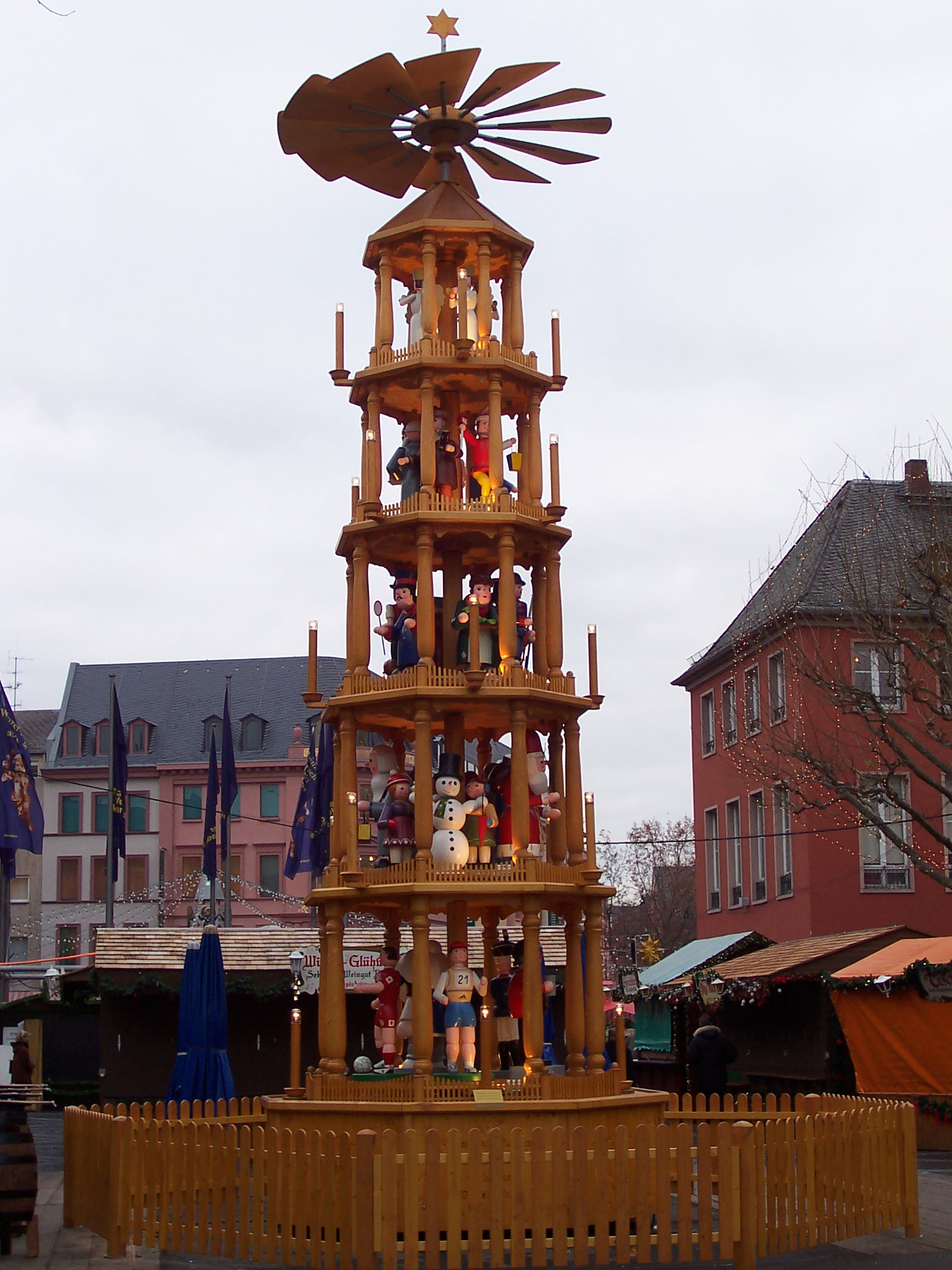
Grande pyramide au marché de Noël de Mayence, thème profane
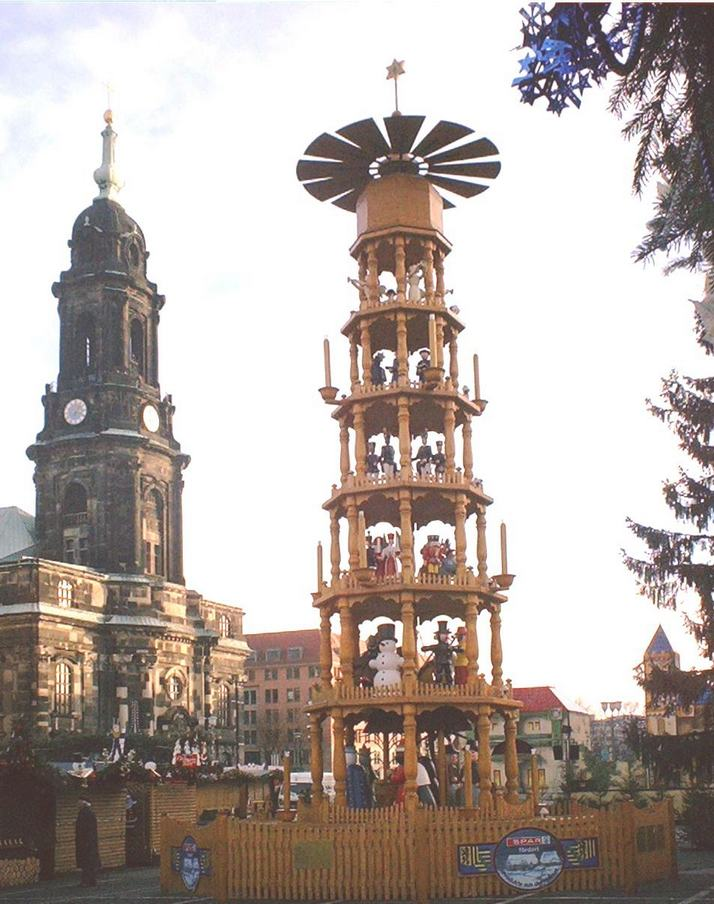
Grande pyramide (6 étages) du marché de Noël de Dresde, de jour
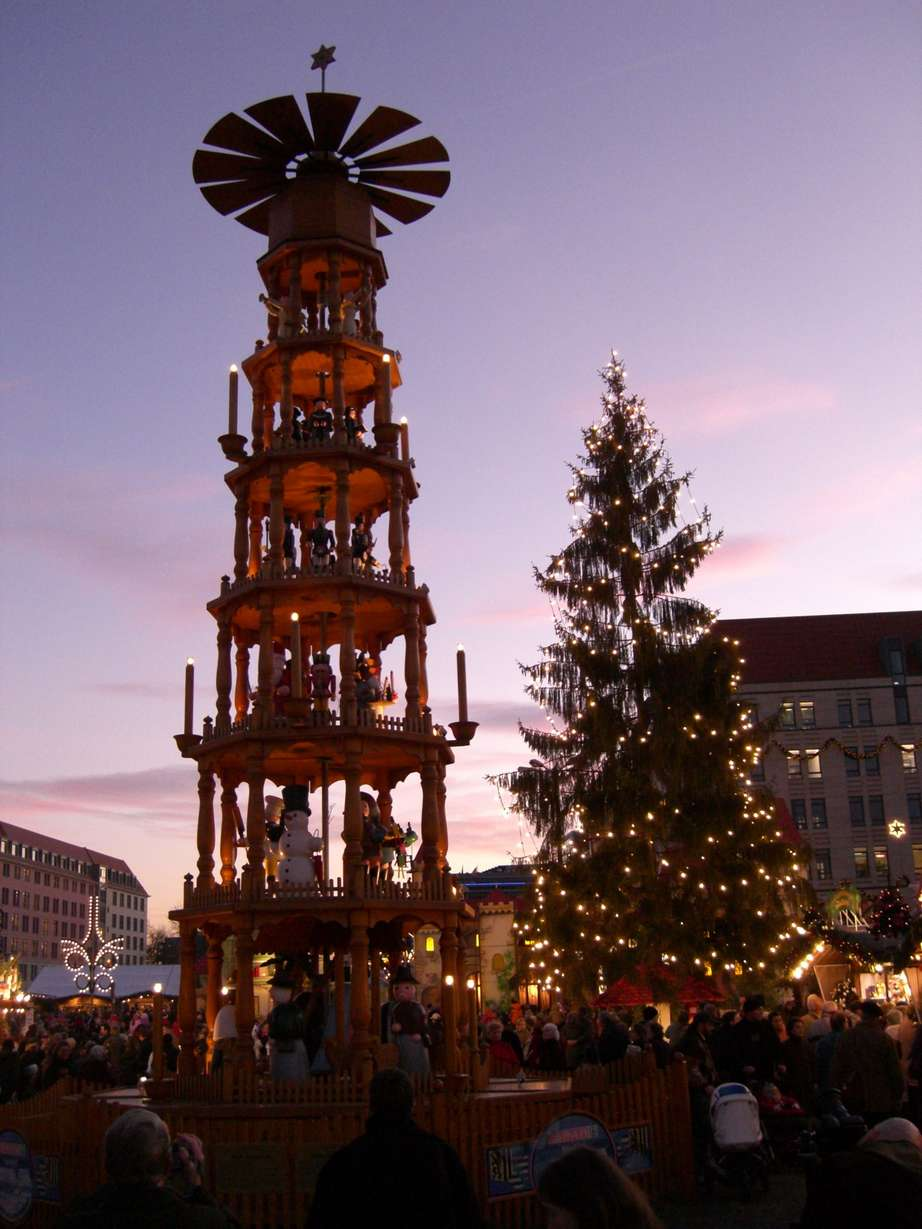
La même, à la tombée de la nuit
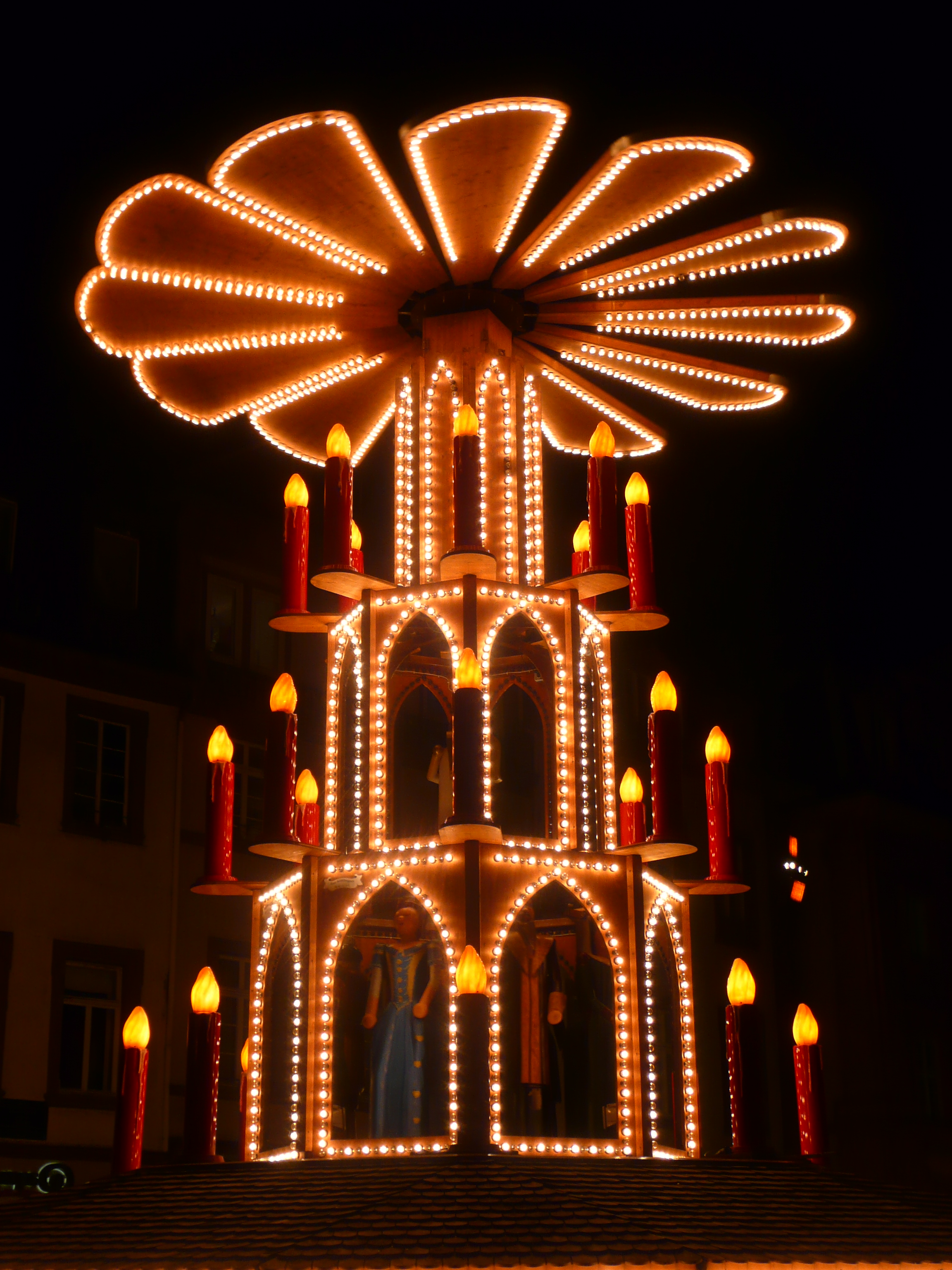
Grande pyramide illuminée sur un marché de Noël dans le Land de Bade-Wurtemberg